# Zhaowangzhuang
Zhaowangzhuang (kinesiska: 照旺庄, 照旺庄镇) är en köping i Kina. Den ligger i provinsen Shandong, i den östra delen av landet, omkring 330 kilometer öster om provinshuvudstaden Jinan. Antalet invånare är 49980. Befolkningen består av 24 715 kvinnor och 25 265 män. Barn under 15 år utgör 11,0 %, vuxna 15-64 år 76 %, och äldre över 65 år 12,0 %.
Zhaowangzhuang delas in i:
- 前照旺庄村
- 后照旺庄村
- 叶家泊村
- 芦儿港村
- 逍格庄村
- 西陶漳村
- 祝家疃村
- 南阎家庄村
- 大陶漳村
- 北芦口村
- 南芦口村
- 北寨口村
- 南寨口村
- 修家沟村
- 薛家沟村
- 西城阳村
- 东城阳村
- 于家疃村
- 西昌山村
- 东昌山村
- 十字埠村
- 前发坊村
- 后发坊村
- 张家灌村
- 蒿埠头村
- 东五龙村
- 西五龙村
- 南侯家夼村
- 北山后村
- 前淳于村
- 东赵格庄村
- 西赵格庄村
- 拖子村
- 欢家夼村
- 河马崖村
- 铎山前村
- 后淳于村
- 田家灌村
- 五处渡村
- 草场泊村
- 南张家庄村
- 迎格庄村
- 黄埠寨村
- 东玉泉庄村
- 西玉泉庄村

Genomsnittlig årsnederbörd är 784 millimeter. Den regnigaste månaden är juli, med i genomsnitt 259 mm nederbörd, och den torraste är januari, med 12 mm nederbörd.